# Renato Lombardi
Renato Lombardi (Castel San Giorgio, 6 de novembro de 1944) é um jornalista, comentarista, e apresentador italiano radicado no Brasil. É formado em jornalismo pela Universidade de São Paulo (USP).

## Carreira
Iniciou sua carreira aos 14 anos de idade na redação do jornal Última Hora, posteriormente foi repórter dos jornais; O Globo, e O Estado de S. Paulo. Trabalhou na Rádio Bandeirantes, TV Bandeirantes, e TV Cultura. Atualmente apresenta o Balanço Geral da Record TV, junto com Reinaldo Gottino e Fabíola Reipert.
Lombardi ganhou o Prêmio Esso, enquanto trabalhava no jornal O Estado de S. Paulo.